# Slavjansk-na-Kubani
Slavjansk-na-Kubani (ryska Славя́нск-на-Куба́ни) är en stad i Krasnodar kraj i Ryssland. Staden har 65 380 invånare år 2015.